# Scafati Basket 2006-2007
Questa voce raccoglie le informazioni riguardanti la Scafati Basket nelle competizioni ufficiali della stagione 2006-2007.

## Stagione
La stagione 2006-2007 della Scafati Basket è la prima nel massimo campionato italiano di pallacanestro.

## Roster[1]
| Giocatori |
| --------- |

|    | Naz.                                       | Ruolo | Sportivo         | Anno | Alt. | Peso |  |
| -- | ------------------------------------------ | ----- | ---------------- | ---- | ---- | ---- |  |
| 4  | Stati Uniti (bandiera)                     | A     | Bryan Bracey     | 1978 | 201  | 102  |  |
| 6  | Stati Uniti (bandiera) · Italia (bandiera) | AG    | Joel Salvi       | 1978 | 200  | 100  |  |
| 8  | Porto Rico (bandiera)                      | G     | Rick Apodaca     | 1980 | 192  | 90   |  |
| 9  | Stati Uniti (bandiera)                     | P     | Stevin Smith     | 1972 | 186  | 92   |  |
| 11 | Italia (bandiera)                          | A     | Luigi Datome     | 1987 | 202  | 90   |  |
| 12 | Polonia (bandiera)                         | C     | Szymon Szewczyk  | 1982 | 209  | 110  |  |
| 13 | Italia (bandiera)                          | A     | Dario Guadagnola | 1988 | 198  | 94   |  |
| 14 | Stati Uniti (bandiera)                     | P     | Anthony Carter   | 1975 | 190  | 84   |  |
| 15 | Stati Uniti (bandiera)                     | C     | Norman Nolan     | 1976 | 202  | 116  |  |
| 16 | Belgio (bandiera)                          | G     | Guy Muya         | 1983 | 195  | 91   |  |
| 20 | Belgio (bandiera) · Italia (bandiera)      | GA    | Dimitri Lauwers  | 1979 | 187  | 92   |  |